# HIVEP2
HIVEP2‏ (Human immunodeficiency virus type I enhancer binding protein 2) هوَ بروتين يُشَفر بواسطة جين HIVEP2 في الإنسان.